# Cantone di Saint-Paul-des-Landes
Il Cantone di Saint-Paul-des-Landes è una divisione amministrativa dell'arrondissement di Aurillac
È stato costituito a seguito della riforma approvata con decreto del 13 febbraio 2014, che ha avuto attuazione dopo le elezioni dipartimentali del 2015.

## Composizione
Comprendeva inizialmente 23 comuni ridottisi a 22 dal 1º gennaio 2016 a seguito della fusione dei comuni di Le Rouget e Pers a formare il nuovo comune di Le Rouget-Pers:
- Arnac
- Ayrens
- Cayrols
- Cros-de-Montvert
- Glénat
- Lacapelle-Viescamp
- Laroquebrou
- Montvert
- Nieudan
- Omps
- Parlan
- Rouffiac
- Le Rouget-Pers
- Roumégoux
- Saint-Étienne-Cantalès
- Saint-Gérons
- Saint-Paul-des-Landes
- Saint-Santin-Cantalès
- Saint-Saury
- Saint-Victor
- La Ségalassière
- Siran